# Mestosoma luctuosum
Mestosoma luctuosum är en mångfotingart som beskrevs av Filippo Silvestri 1897. Mestosoma luctuosum ingår i släktet Mestosoma och familjen orangeridubbelfotingar. Inga underarter finns listade i Catalogue of Life.